# Lloyd Butler
Lloyd Butler   (Sparks, 11 de novembre de 1924 - Mesa, 19 de maig de 1991) fou un remer estatunidenc que va competir durant la dècada de 1940.
El 1948 va prendre part en els Jocs Olímpics de Londres, on guanyà la medalla d'or en la prova del vuit amb timoner del programa de rem.